# Paris-Roubaix 1982
La 80e édition de la course cycliste Paris-Roubaix a eu lieu le 18 avril 1982 et a été remportée par le Néerlandais Jan Raas. L'épreuve comptait 270 kilomètres.

## Classement final
|    | Cycliste           | Équipe                             | Temps           |
| -- | ------------------ | ---------------------------------- | --------------- |
| 1  | Jan Raas           | TI-Raleigh-Campagnolo              | 7 h 21 min 50 s |
| 2  | Yvon Bertin        | Mercier-Coop                       | + 16 s          |
| 3  | Gregor Braun       | Capri Sonne-Eddy Merckx-Campagnolo | + 16 s          |
| 4  | Stefan Mutter      | Puch-Eurotex                       | + 37 s          |
| 5  | Eddy Planckaert    | Splendor-Wickes                    | + 37 s          |
| 6  | Roger De Vlaeminck | DAF Trucks-Teve Blad-Rossin        | + 37 s          |
| 7  | Marc Sergeant      | Boule d'Or-Colnago                 | + 37 s          |
| 8  | Ludo Peeters       | TI-Raleigh-Campagnolo              | + 37 s          |
| 9  | Bernard Hinault    | Renault-Elf-Gitane                 | + 37 s          |
| 10 | Francesco Moser    | Famcucine                          | + 37 s          |